# Московский государственный академический камерный хор
Московский государственный академический камерный хор — московский хор, созданный в 1972 году дирижёром, профессором Владимиром Мининым.

## История
Московский государственный академический камерный хор был создан в 1972 году дирижёром, профессором Владимиром Мининым.
Хор выступал с концертами в России и за рубежом. С хором выступали солисты: Ирина Архипова, Елена Образцова, Мария Гулегина, Зураб Соткилава, Евгений Нестеренко, Александр Ведерников, Паата Бурчуладзе и другие.
В годы советской власти хор возрождал духовные произведения русских композиторов — С. Рахманинова, П. Чайковского, С. Танеева, П. Чеснокова, А. Гречанинова, А. Кастальского.
С 1996 года хор выступал на фестивале в Брегенце (Австрия) с оперными постановками («Бал-Маскарад» и «Трубадур» Дж. Верди, «Богема» Дж. Пуччини, «Золотой петушок» Н. Римского-Корсакова, «Приключения лисички-плутовки» Л. Яначека, «Вестсайдская история» Л. Бернстайна, «Маскарад» К. Нильсена, «Королевский дворец» К. Вайля). В оперном театре Цюриха хор исполнял оперы «Хованщину» М. Мусоргского, «Демона» А. Рубинштейна. В 2010 году Московский государственный академический камерный хор принимал участие в Культурной программе Олимпийских Игр в Ванкувере, в церемонии закрытия зимней Олимпиады.
Хором записано около 40 музыкальных дисков, включая диски, записанные на фирме Deutsche Grammophon.
Телеканалом «Культура» снято два фильма о хоре — «Русские святыни» и «Русская православная музыка».
Солисты хора: Евгения Сорокина — Почётный работник культуры г. Москвы (сопрано), Юлия Золотарёва (сопрано), Маргарита Петухова (сопрано), Вероника Погребная-Ляликова (сопрано), Татьяна Земляная (сопрано); Светлана Николаева (меццо-сопрано), Татьяна Метлина (меццо-сопрано),Татьяна Никитюк (меццо-сопрано); Олег Куликов (тенор), Евгений Иванов-Данилов (тенор), Юрий Беляев (тенор); Сергей Крылов (баритон), Семен Мусатов (баритон), Иоанн Грищенко (баритон); Даниил Чесноков (бас), Иван Щербатых (бас).
В 2019 году хор возглавил дирижёр Тимофей Гольберг, работавший в коллективе с 2016 года. Под руководством Тимофея Гольберга хор в ноябре 2019 года дважды исполнил — в Рахманиновском зале Консерватории и в Соборе Непорочного зачатия Девы Марии в Москве — «Реквием» Альфреда Шнитке. В том же году Гольберг дирижировал хоровым произведением Дмитрия Шосткаковича «10 поэм на слова революционных поэтов» на фестивале «Российского национального оркестра» в Концертном зале Чайковского. Для Первого фестиваля им. Хворостовского в Красноярске Тимофей Гольберг подготовил с хором «Реквием» Джузеппе Верди, который был исполнен на открытии под руководством дирижёра Владимира Ланде (Россия—США).
В сферу музыкальных интересов Т. Гольберга входит современная хоровая музыка западных и отечественных композиторов. Под его непосредственным руководством были подготовлены и включены в репертуар хора произведения Угиса Праулиньша (Латвия), Эрика Витакра (США), Эрикса Эшенвалдса (США—Латвия), Карла Дженкинса и Джона Тавенера (оба — Великобритания), Ильи Демуцкого (Россия).

## Работы
В 2011—2012 годах хор показал кантату К. Орфа Catulli Carmina, концертную версию мюзикла Л. Бернстайна Wonderful town.
В 2013—2014 годах хор исполнил в концертном исполнении оперы «Русалка» Даргомыжского с Большим симфоническим оркестром под управлением В. Федосеева, оратории «Мария Магдалина» Массне с Российским национальным оркестром под управлением М. Плетнева, кантаты Carmina burana К. Орфа с Госоркестром имени Е. Ф. Светланова. В 2014 году в Большом зале консерватории хор исполнил концерт «Русское сердце» в честь юбилея В. Минина и «Креольской мессы» А. Рамиреса, «Болеро» М. Равеля (в аранжировке И.Заборова), «Месса Мира» К. Дженкинса
Весной 2021 года в рамках Чеховского фестиваля хор стал главным участником театрального представления на сцене Зала «Зарядье» «Сотворение мира» (постановка компании «Фура дель Бауш», музыкальная основа — оратория Й. Гайдна). В конце того же года на той же сцене прошла премьера музыкально-хореографического действа «Последний день вечного города» (музыка Ильи Демуцкого, постановка Дарьи Борисовой).
В 2022 году состоялся юбилейный фестиваль «Хор без границ», посвященный 50-летию Московского государственного академического камерного хора. Концерты прошли на главных площадках столицы.
Гастроли хора проходили в Новосибирске, Омске, Тюмени, Перми, Челябинске, Екатеринбурге, Петрозаводске, а также в Японии.
«Литургию св. Иоанна Златоуста» и «Всенощное бдение» С. Рахманинова в исполнении Хора под управлением В. Минина были записаны японской телевещательной корпорацией NHK.
Хор оказывает помощь Научно-практическому центру медицинской помощи детям «Солнцево», дает благотворительные концерты в школах Москвы.

## Награды
- Благодарность Президента Российской Федерации (20 апреля 2012 года) — за большой вклад в развитие отечественного музыкального искусства и достигнутые творческие успехи[3].